# Jaws 5: Cruel Jaws
Cruel Jaws, también conocida como La Bestia y Tiburón 5: Tiburón Cruel, es un mockbuster de 1995, basado en el clásico de 1975, Jaws y sus secuelas.
La película está protagonizada por Richard Rocío y fue dirigido por el célebre cineasta italiano Bruno Mattei. La película utiliza imágenes de archivo de Tiburón, Deep Blood y The Last Shark. Si bien la película se ha comercializado en muchas áreas con el nombre "Cruel Jaws", la misma no forma parte de la franquicia de Tiburón.

## Argumento
La ciudad costera de Hampton Bays se ve amenazada cuando un tiburón empieza a atacar a sus habitantes. Días antes de la celebración anual de la Regata, la gente del pueblo se enfrenta a la ruina financiera si no se hace algo acerca de su problema con el tiburón. 
Como si eso no fuera suficiente, los propietarios del parque de atracciones local han sido objeto de una OPA hostil por parte de un empresario prospectivo que busca sacar provecho de su propiedad preciada. Es entonces cuando el sheriff, el dueño del parque y un experto en tiburones dan caza al tiburón antes de que la economía del verano se vea afectada.

## Reparto
- Richard Dew es Dag Snerensen.
- David Luther es Francis Berger.
- George Barnes, Jr. es Samuel Lewis.
- Scott Silveria es Bob Snerensen.
- Kirsten Urso es Susy Snerensen.
- Sky Palma es Glenda.
- Norma J. Nesheim es Vanessa.
- Gregg Hood es Bill Morrison.
- Carter Collinses Ronnie Lewis.
- Natasha Etzer es Gloria Lewis.
- Larry Zience es Larry.
- Jay Colligan es Tommy.

- Datos: Q2409672